# Háda János
Háda János (Budapest, 1964. július 2. –) Jászai Mari-díjas magyar színész, rendező.

## Pályája
1989-ben végzett a Színház- és Filmművészeti Főiskolán. 1989–1991 között a szolnoki Szigligeti Színház tagja volt. 1991-től a budapesti József Attila Színház tagja. 2003-ban kulturális menedzser szakon végzett az ELTE-n. 2013-tól művészeti vezetője a Hadart Művészeti Társulásnak, mely a József Attila Színház, a Budapesti Kamaraszínház és a Madách Színház volt tagjaiból alakult.

## Szinkronszerepei
- A vágy villamosa – Harold "Mitch" Mitchell – Karl Malden
- A nevem Earl  – Paco  – Raymond Cruz
- A kincses bolygó  – Dr. Delbert Doppler  – David Hyde Pierce
- A sötét lovag  – Csecsenföldi ember  – Ritchie Coster
- Csúcsformában (1998)  – Lee felügyelő  – Jackie Chan
- Csúcsformában 2. (2001)  – Lee felügyelő  – Jackie Chan
- Csúcsformában 3. (2007)  – Lee felügyelő  – Jackie Chan
- Rick és Morty – Rick Sanchez – Justin Roiland
- A farm ahol élünk filmsorozat (1974–1984) Michael Landon
- Bír–lak – Danny Tanner – Bob Saget
- Mindörökké Batman – Edward Nygma/Rébusz – Jim Carrey
- NCIS – Leon Vance – Rocky Carroll
- Tuti gimi – Keith Scott – Craig Sheffer
- Buffy, a vámpírok réme – Wesley Wyndam–Pryce – Alexis Denisof
- Dragon Ball – Krilin (2. hang)
- Elvált Gary – Gary Brooks – Jay Mohr
- Esküdt ellenségek – Mike Logan – Chris Noth
- Monk – A flúgos nyomozó – Adrian Monk – Tony Shalhoub
- 44 cicus
- Brutus – [TBA]
- Macseb (1999 – 2004) – Eb – Tom Kenny (1. évad, 2. évad és 3. évad)
- Szellemekkel suttogó – Rick Payne – Jay Mohr
- Szulejmán: II. Lajos – Kadir Çermik
- Mielőtt felkel a Nap (1995) – fiú a hídon – Karl Bruckschwaiger
- Rocko (1998) – Filburt
- Power Rangers – Bulk – Paul Schrier
- Horton - Ned McDodd - Steve Carell
- Tök alsó - Deuce Bigalow - Rob Schneider
- Breaking Bad – Totál szívás (2008) – Walter "Walt" White – Bryan Cranston
- Phineas és Ferb (2007) – Dr. Heinz Doofenshmirtz
- Pókember elképesztő kalandjai  – Phil Coulson  – Clark Gregg
- Milo Murphy törvénye (2017) – Dr. Heinz Doofenshmirtz
- Hupikék törpikék (2011) – Dulifuli – George Lopez
- Hupikék törpikék 2. (2013) – Dulifuli – George Lopez
- Dan a világ ellen – Dan – Curtis Armstrong
- Johnny Test – Büdi
- Texas királyai – Bill Dauterive
- Jó.Egy – Shekhar/Jó.Egy
- Gumball csodálatos világa – Richard Watterson (2. évadtól)
- A buszon – Jack Harper, a kalauz
- Fear the Walking Dead – Travis Manawa – Cliff Curtis
- Hegyi doktor
- Angry Birds a film – Csőrbíró – Keegan–Michael Key
- Timon és Pumbaa (1995–1998) – Főhód (3. évadtól) – Keegan–Michael Key
- Supergirl – Hank Henshaw – David Harewood
- Az áruló csókja – jr Armstron – Simon Baker
- Ip Man – A becsület útján (2008)– Ip Man – Donnie Yen
- Ip Man – A nagymester (2010)– Ip Man – Donnie Yen
- Ip Man – A védelmező (2013)– Ip Man – Donnie Yen
- Pedig jó ötletnek tűnt – Richard Hammond
- Az igazság ligája (Elveszett paradicsom) – Hádész – John Rhys–Davies
- A Simpson család – Homer Simpson (2. hang) (29. évad 15. résztől)
- Kertitörpe-kommandó – Alpha
- A csodálatos digitális cirkusz – Krémes
- Verdák – Fillmore – George Carlin
- Star Wars: A klónok háborúja – Cad Bane (2. évad) – Corey Burton
- Godzilla: Joe Brody - Bryan Cranston

## Színpadi szerepei
| - Sütő András: Álomkommandó....V. Sonderes - Born Miklós: Betlehemes....Menyhért - Molnár Ferenc: Az ibolya....Szolga - William Shakespeare: Ahogy tetszik....Corinnus, pásztor - Henrik Ibsen: A vadkacsa....Kaspersen, kamarás - Peter Weiss: Mockinpott úr kínjai és meggyógyíttatása....Mockinpott - Jane Austen: Büszkeség és balitélet....Collins - Brandon Thomas: Charley nénje....Spittigue - Francis Veber: Bérgyilkos a barátom....Rendőr - Simon Tamás: Don Juan....Don Ramazo - Herczeg Ferenc: A Gyurkovics lányok....Jankó - Lengyel Menyhért: A waterlooi csata....Philips - Békeffi–Lajtai: Mesék az írógépről....Müller - Ciao, Bambino....Lenin - Tennessee Williams: Az ifjúság édes madara....Scotty - Peter Weiss: Mockinpott úr kinjai....Mockinpott - Buddy G. DeSylva–Lawrence Schwab: Diákszerelem....Szilvester - Gorkij: Éjjeli menedékhely....Kosztiljov - Ion Luca Caragiale: Az elveszett levél....Ghita - Shakespeare: Tévedések vígjátéka....Balthazár - Arthur Laurents: Gypsy....Tulsa - Niccolò Machiavelli: Mandragóra....Siro - László Miklós: Illatszertár....Árpád - Aszlányi Károly: Amerikai komédia....Mr.Lang - Pozsgai Zsolt–Nagy Tibor: A kölyök....Ted, Dr. Tewkovszky - Ben Johnson: Volpone....Voltore - Békeffi István–Lajtai Lajos: Párizsi divat....Recege - Molnár Ferenc: A Pál utcai fiúk....Nemecsek apja - Ivan Kušan: A Kobra....Miroszláv Frankics - Molnár Ferenc: Előjáték Lear királyhoz....Somogyi - Szörényi Levente–Bródy János: Kőműves Kelemen....Sebő - Keroul–Barré: Léni néni....Pitois - Ken Ludwig: Primadonnák....Duncan - Shakespeare: Szentivánéji metróÁLOMás....A tündér - Hamvai Kornél: Bérgyilkos a barátom....Rendőr | - Shakespeare: A windsori víg nők....Robin - Molnár Ferenc: Egy, kettő, három....Norrison - Csemer Géza: A bestia....Fiatal zsoldos - Mihail Sebastian: Névtelen csillag....Kalauz - Carlo Collodi: Pinokkió, a hosszú orrú fabáb története....Macska - Stephen Schwartz: Hit kell! - Spiró György: Vircsaft....Polgármester - Neil Simon: Luxuslakosztály....Michael - Novák János: Mesélő kert....Vándorzenész - Molnár Ferenc: A doktor úr....Cseresznyés - Szigligeti Ede: Liliomfi....Szellemfi - Carlo Goldoni: Szmirnai impresszárió....Maccario - Kardos G. György: Villon és a többiek....Colin Cayeux - Schnitzler: Körbe-körbe....A férj - Eisemann Mihály: Egy csók és más semmi....Péter - Molnár Ferenc: Liliom....Hollunder fiú - Alexandre Dumas: A három testőr....Treville kapitány - Molière: Dundin György....Csikasz - Shakespeare]9: A makrancos hölgy....Grumio - Fenyő Miklós: Made in Hungária....Bigali elvtárs - Sławomir Mrożek: Emigránsok....XX - Horváth Péter: Kilencen, mint a gonoszok....Lakatos - Mikszáth Kálmán: Különös házasság....Vidonka Józsi, ezermester - Fazekas Mihály–Schwajda György: Ludas Matyi....Döbrögi - Eisemann–Dalos–Baróti: Kiutalt szerelem....Patkó Lajos - Rejtő Jenő: Vanek úr Afrikában....Renard, nizzai főfelügyelő - Friedrich Dürrenmatt: Az öreg hölgy látogatása....Loby - Nemes István–Koltai Róbert–Nógrádi Gábor–Dés László: Sose halunk meg....Boldi - Edward Bond: Balhé....Barry - Márton László: Carmen....Közlegény - Molière: Az úrhatnám polgár....Tánctanár - Mrożek: Nyílt tengeren....2. hajótörött - Csukás István: Süsü, a sárkány....Kancellár - Hamvai Kornél: Harmadik figyelmeztetés....Karcsi, az ügyelő |

## Rendezései
- Brandon Thomas: Charley nénje
- Schnitzler: Körtánc
- Ray Cooney: Páratlan páros
- Eisemann Mihály–Dallos–Baróti: Bástyasétány 77
- Henrik Ibsen: Nóra
- Fráter Zoltán: Őnagysága kabaréja
- Eisemann–Dalos–Baróti: Kiutalt szerelem
- Balla D. Károly: Az illetéktelen
- Toepler Zoltán: Isten lába
- Szerelem, szerelem
- Csukás István: Süsü, a sárkány kalandjai
- Moravetz Levente: Őrületek Tornya
- Shakespeare: Szentivánéji álom

## Koreográfiák
- Én és a kisöcsém (Nyíregyháza)
- Liliomfi (József Attila Színház)
- Léni néni (József Attila Színház)

## Filmjei

### Játékfilmek
- Csocsó, avagy éljen május elseje! (2001)
- Basil, a híres egérdetektív (2017)

### Tévéfilmek
- Majomparádé (1994) – Majmóci
- A kék egér (1994) – Kígyó
- Pasik! (2003)
- Gálvölgyi Show
- Johnny Test (2007)
- Klipperek (2008)
- Totál szívás (2008)
- Evan, a minden6ó (2007)
- Egyszer volt, hol nem volt – Zörgőfürge/Mr. Gold
- Tűzvonalban (2010)
- Hacktion: Újratöltve (2012)
- Munkaügyek (2015)
- Jóban Rosszban (2021)